# 우주 공간에서 필기

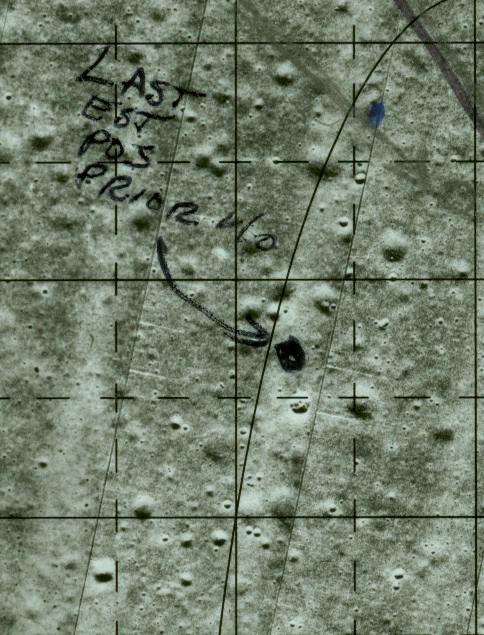
마이클 콜린스가 컬럼비아 우주왕복선의 사령선에 탑승하여 마커펜으로 작성한 지도 위의 메모

우주 공간에서 필기하는데 여러 종류의 연필과 펜을 포함한 다양한 도구가 사용되었다. 일부는 기존 필기구를 그대로 사용한 것이고, 다른 일부는 우주라는 극한 조건에서 필기하는데 발생하는 문제를 해결하기 위해 특별히 개발되었다. 
일반적인 오해는 NASA가 볼펜이 무중력에서는 쓸 수 없을 것이라는 사실에 직면하여 소련이 단순하고 값싸게 연필을 사용하는 동안 불필요한 수백만 달러를 지출하여 우주 펜을 개발하였다는 것이다. 사실 우주 펜은 '피셔 펜 Company'의 창립자인 폴 C. 피셔가 100만 달러의 자체 자금으로 NASA와 전혀 관계없이 독자적으로 개발했다. 이후 NASA는 우주에서의 사용을 위해 펜을 시험하고 승인한 뒤, 개당 $6에 펜을 400개 구입했다. 소련은 소유즈 우주 비행용 우주 펜도 구입했다. 
영구적인 기록(예: 로그, 세부 사항 및 과학 실험 결과)을 위한 공간의 거의 모든 글이 전자적일 때, 공간에서의 글쓰기 도구에 대한 논의는 다소 학술적이다. 사용된 노트북 (2012년 현재 IBM/Lenovo ThinkPad)은 복사, 내열 및 내화와 같은 공간 사용을 위한 맞춤화가 필요하다.

## 참고 문헌
- Curtin, Ciara (2006년 12월 20일). “Fact or Fiction?: NASA Spent Millions to Develop a Pen that Would Write in Space, whereas the Soviet Cosmonauts Used a Pencil”. Scientific American. 2008년 9월 25일에 확인함.
- Duque, Pedro (2003년 10월 23일). “Diary from Space”. ESA. 2008년 9월 25일에 확인함.
- Jones, Eric M. (2008년 8월 11일). “Apollo 11 Image Library: Landing Site Maps/Images”. 2008년 9월 25일에 확인함.